# 浦內耳介
浦內耳介（学名：Aurila uranouchiensis）为半花介科耳介屬下的一个种。